# Пиктские камни

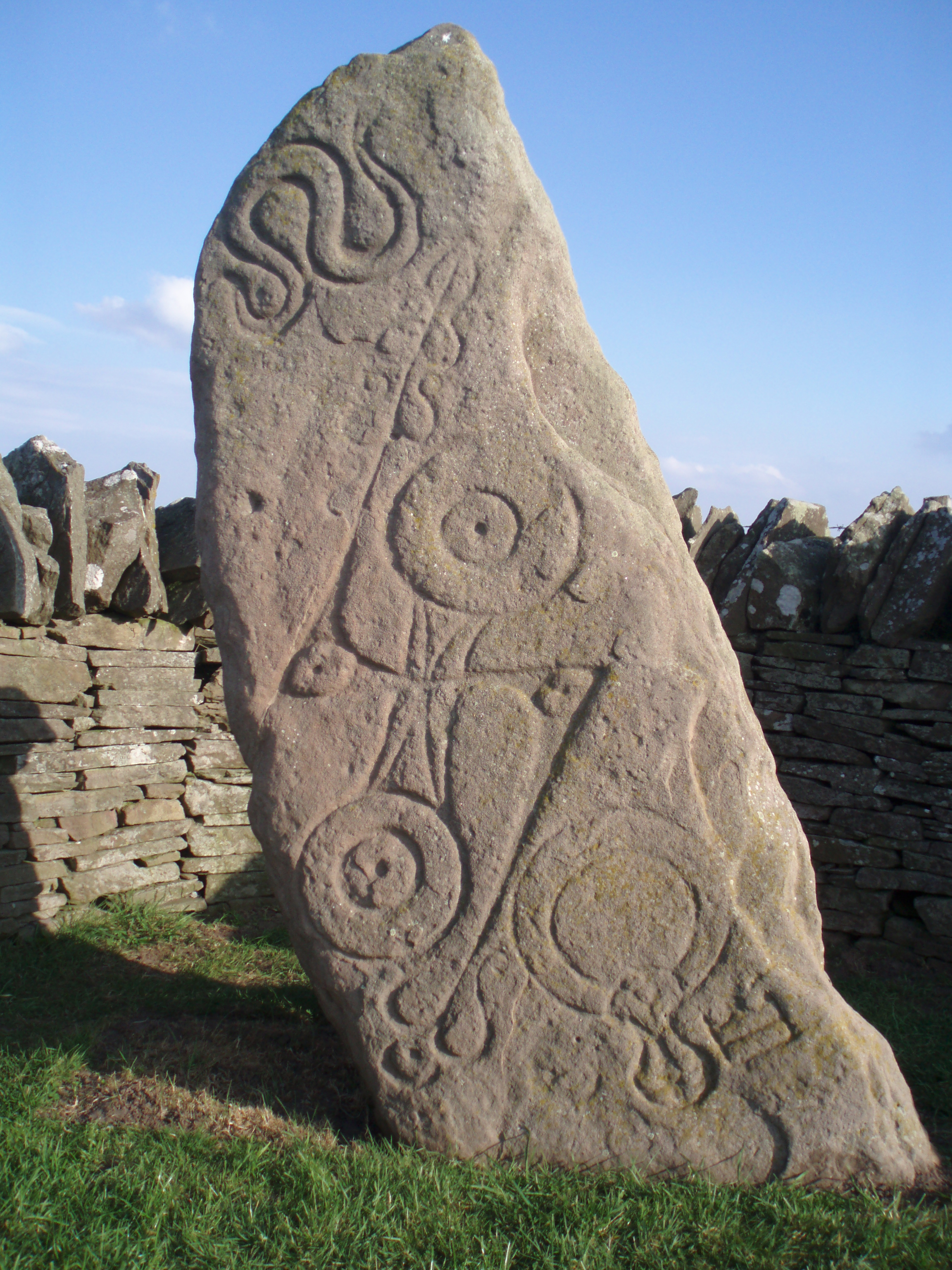
Пиктский камень (1) из Аберлемно, класс I

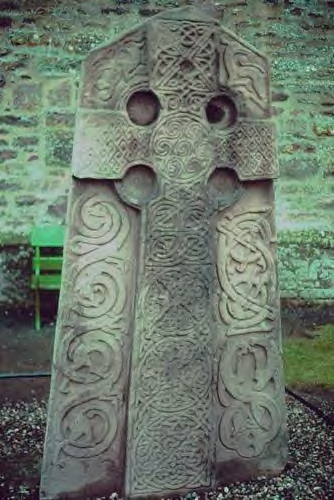
Пиктский камень из Аберлемно, класс II

Пиктские камни (англ. Pictish stone) — вертикально стоящие мегалиты различной формы, иногда в виде стел, покрытые характерным орнаментом рисунками на различные сюжеты, а также иногда огамическим письмом. Встречаются на территории Шотландии севернее речной линии Форт — Клайд. Обычно их создание приписывается пиктам и датируется VI-IX веками н. э., в тот  период, когда в Шотландию прибывали первые христианские миссионеры.
Самые древние пиктские камни не имеют аналогов среди других мегалитов Британских островов, в то время как поздние образцы представляют собой вариации более широко распространённого типа Британского островного искусства, таких как кельтские кресты. Сохранилось около 350 монументов и других археологических артефактов, классифицированных как пиктские камни, древнейшие из которых содержат, безусловно, наибольшее количество сохранившихся образцов таинственных символов, значение которых всё ещё не установлено и требует всесторонних исследований.

## Классификация
Большое количество информации по пиктским камням было собрано в книге Д. Ромилли Аллена «Раннехристианские памятники Шотландии», вышедшей в начале XX века. В этой же книге Аллен предложил классификацию пиктских камней, условно поделив их на три группы:
- Класс I. Грубо обработанные камни и булыжники, содержащие особые пиктские узоры и символы, в частности — изображения быка, переломленной ветки, так называемого «пиктского зверя».
- Класс II. Тщательно отёсанные каменные плиты правильной формы, одна сторона которых полностью занята изображением украшенного переплетёнными узорами креста. Фон и обратную сторону плиты заполняют символы и самые разнообразные изображения, часто сюжетно не связанные.
- Класс III. Камни этого класса повторяют манеру украшения камней класса II, но выполнены без каких-либо особых символов.

Эта классификация порой оспаривалась позднейшими исследователями, однако до сих пор довольно распространена в литературе.

## Письменность
В 2010 году учёные из университета Эксетера во главе с Робом Ли (Rob Lee) установили, что резьба на пиктских камнях представляет собой неизвестный ранее вид письменности.
Учёные проанализировали весь массив символов, встречающихся на пиктских камнях, и пришли к выводу, что резьба слишком информативна, чтобы быть просто орнаментом. Частота встречаемости и повторяемости отдельных символов позволяет утверждать, что резьба на самом деле содержит некую письменность. Она ещё не расшифрована, но исследователи уверены, что надписи сделаны на пиктском языке, а не на латыни, англосаксонском, норвежском или каком-либо из известных кельтских языков.
Отдельные символы, выделенные учёными, напоминают различных животных (собак, лошадей), предметы вооружения и домашнего хозяйства. Кроме того, исследователи полагают, что и «кельтские узлы» (характерные «плетёные» орнаменты) могут содержать некую информацию, являясь, таким образом, некой примитивной разновидностью письменности .

## Галерея

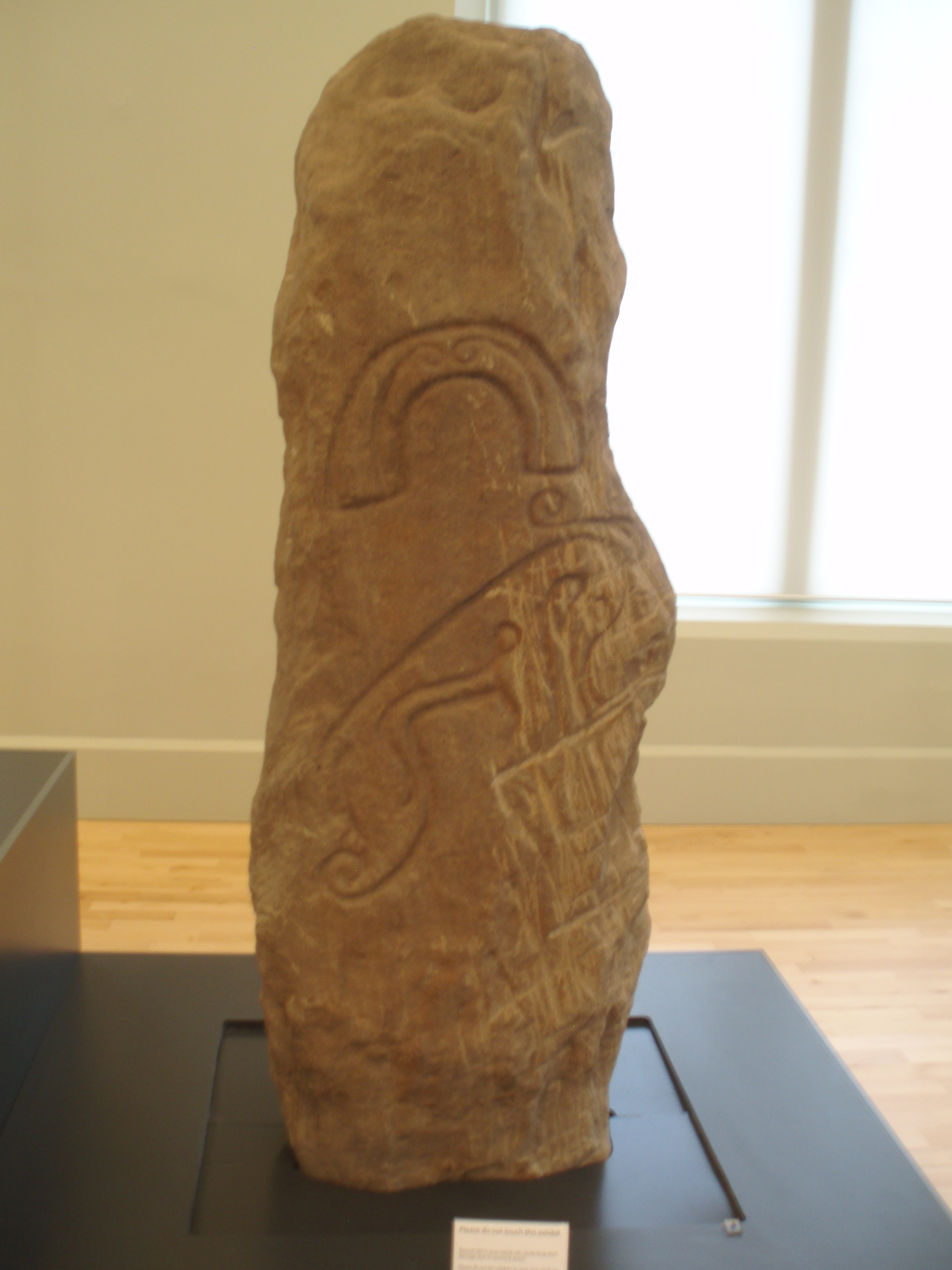
Камень из Аберлемно (4); Класс I
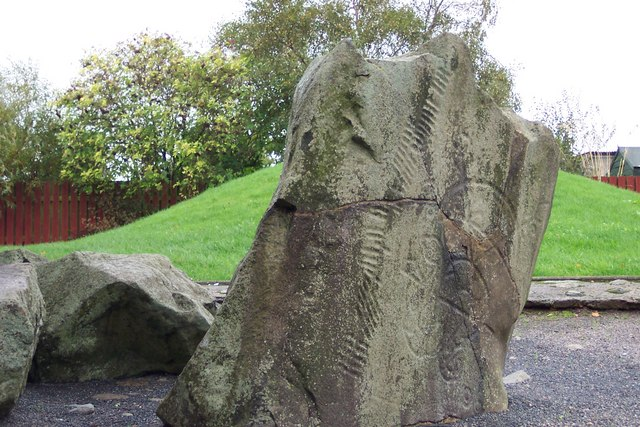
Brandsbutt Stone с огамическим письмом
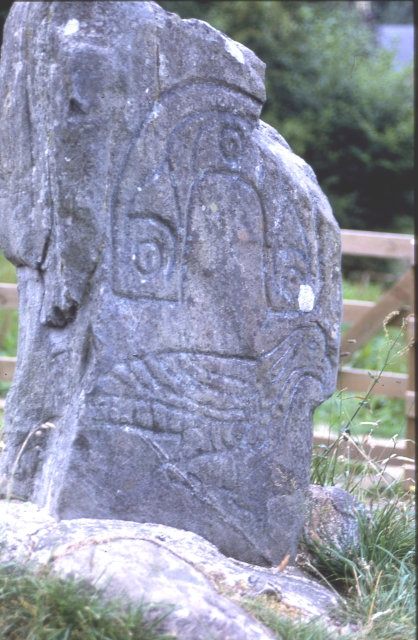
«Камень Орла»; Класс I
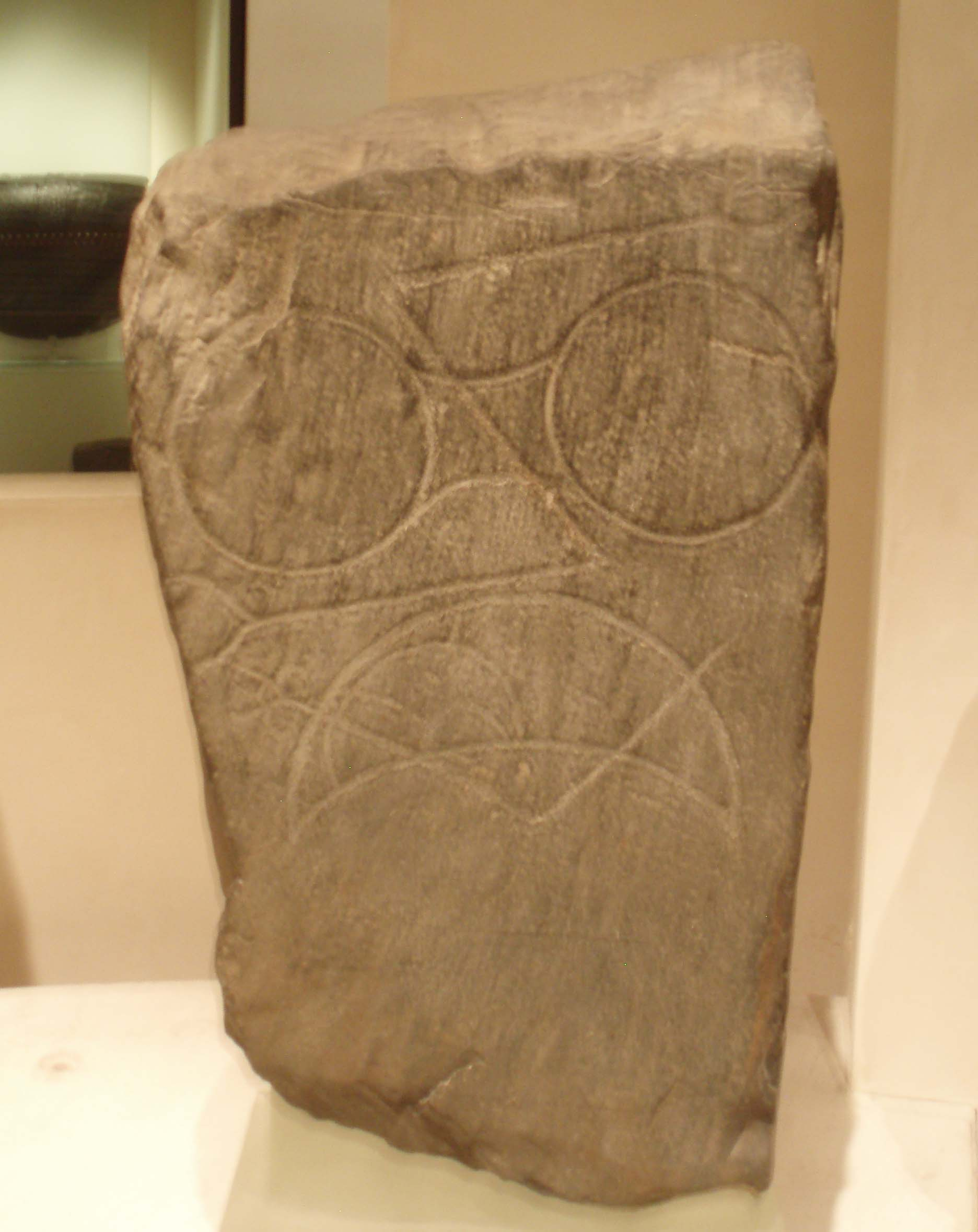
Fiskavaig Stone; Класс I
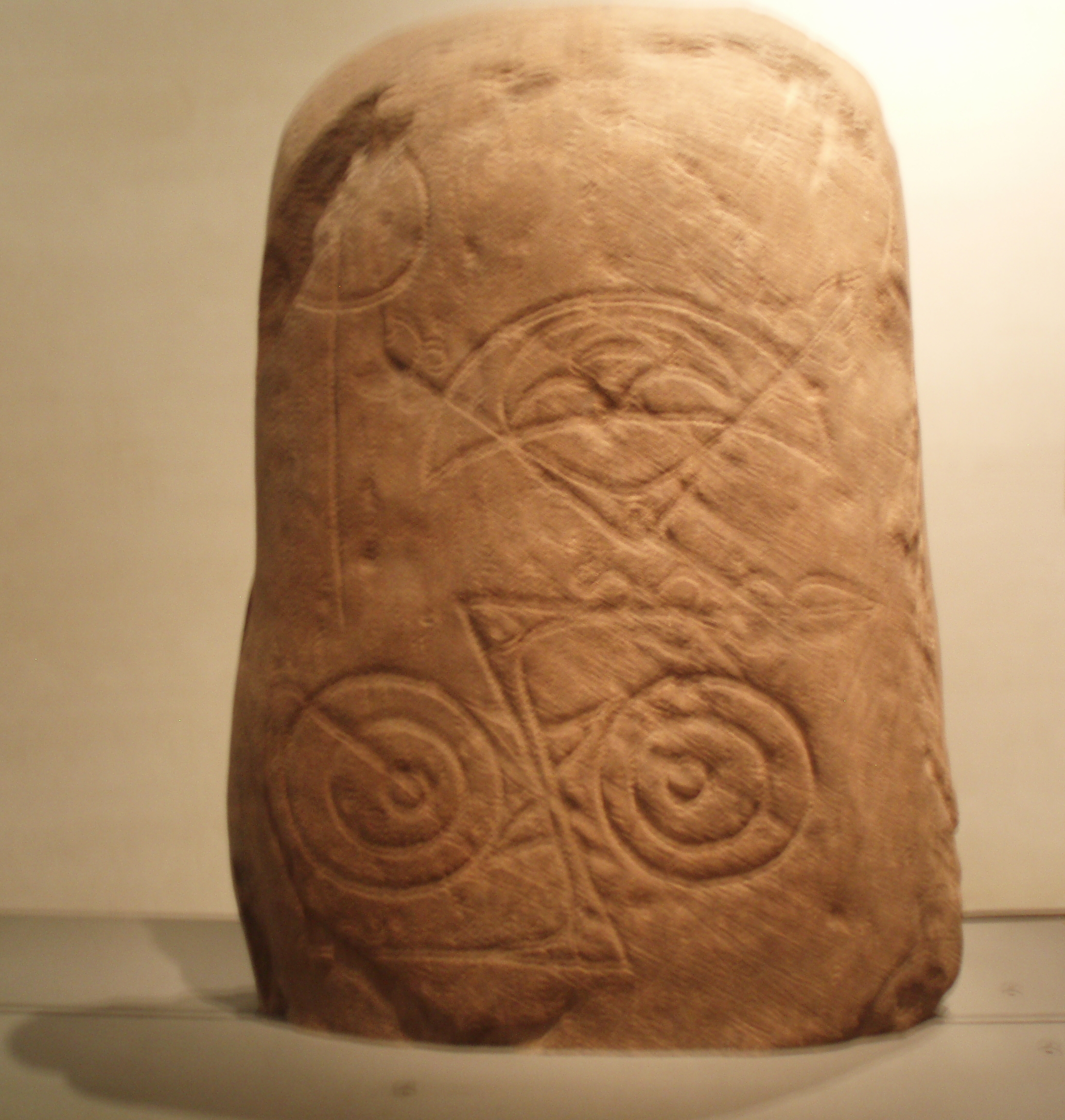
Invereen Stone; Класс I
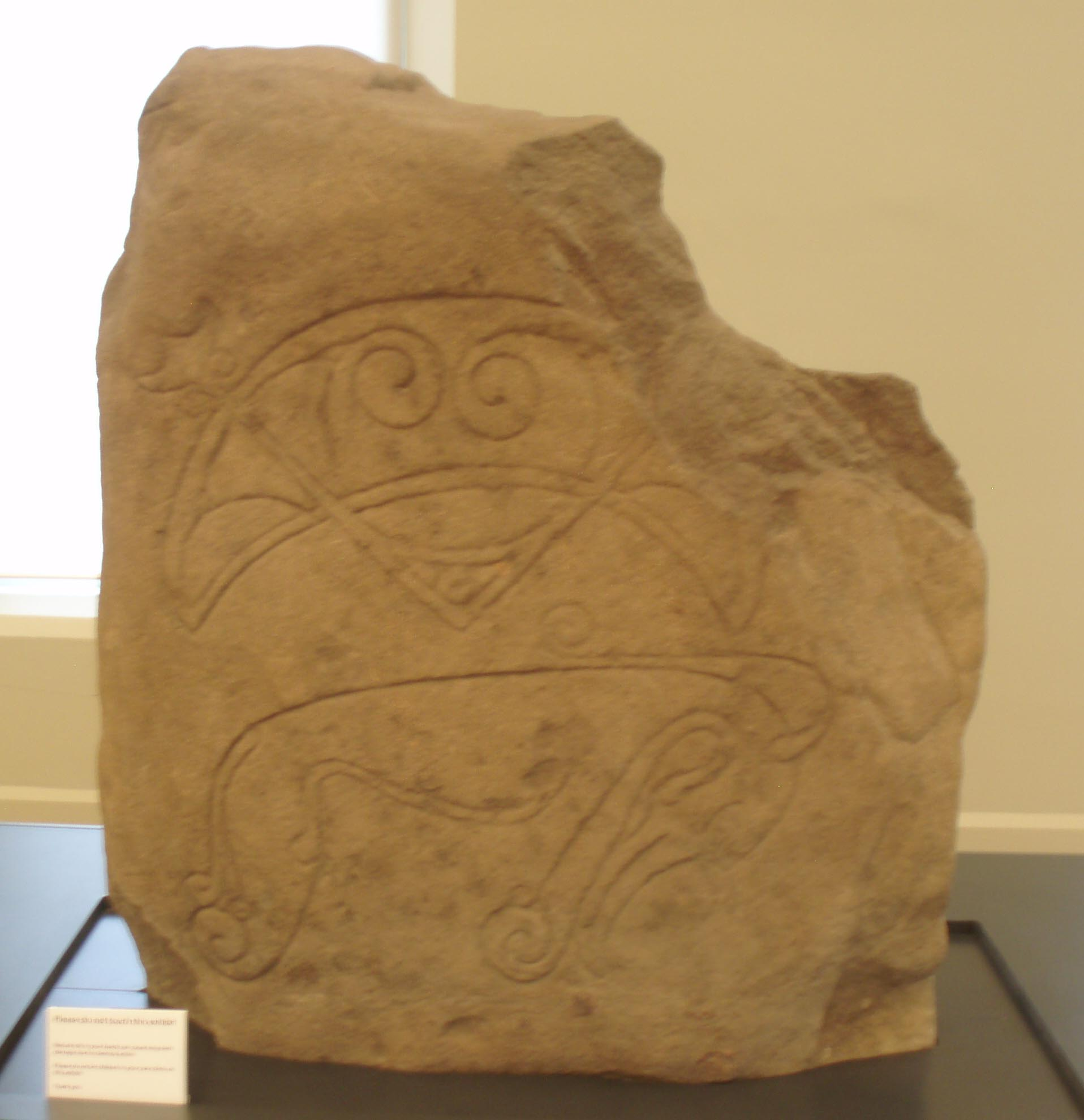
Strathmartine Castle Stone; Класс I
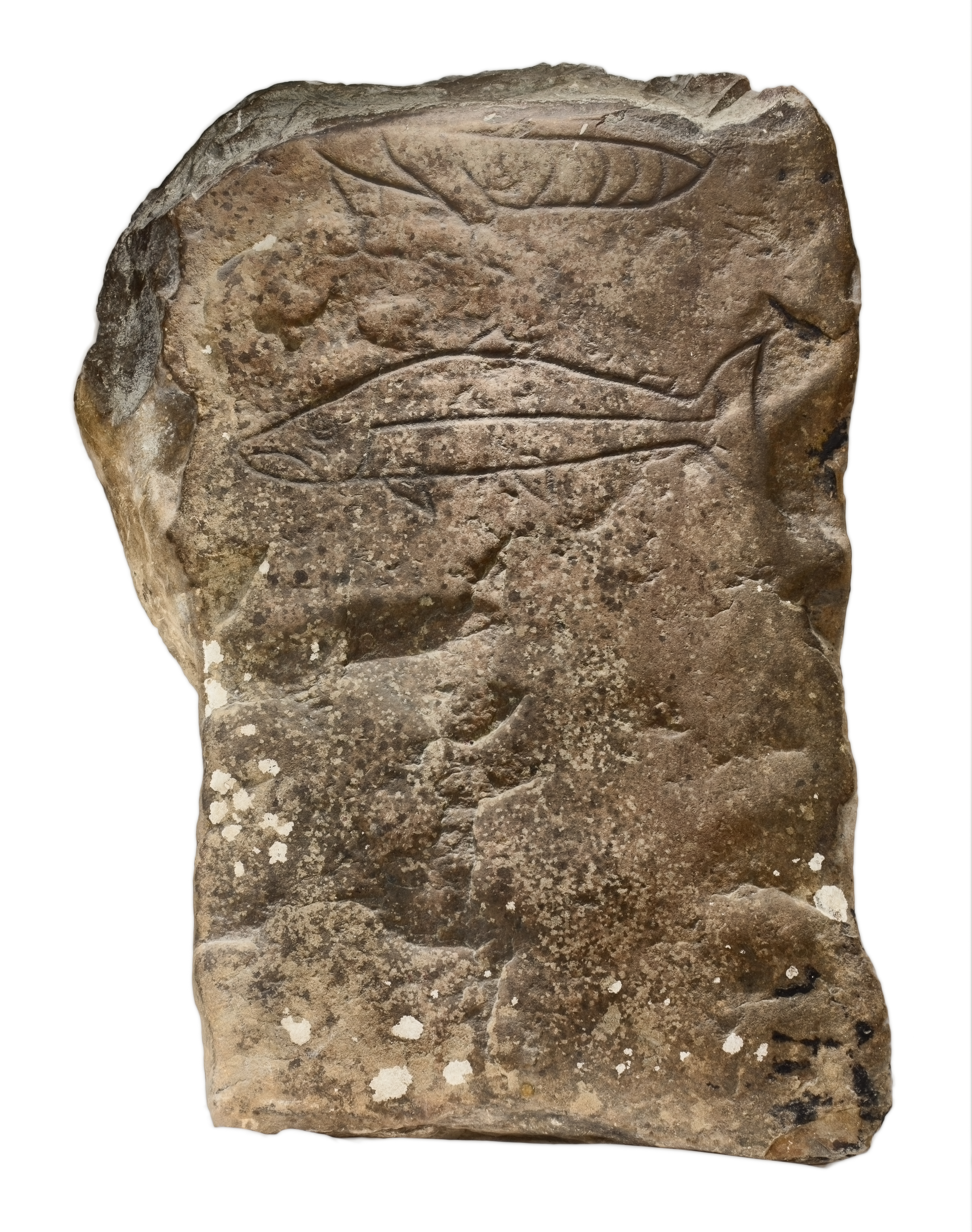
Gairloch Stone; Класс I
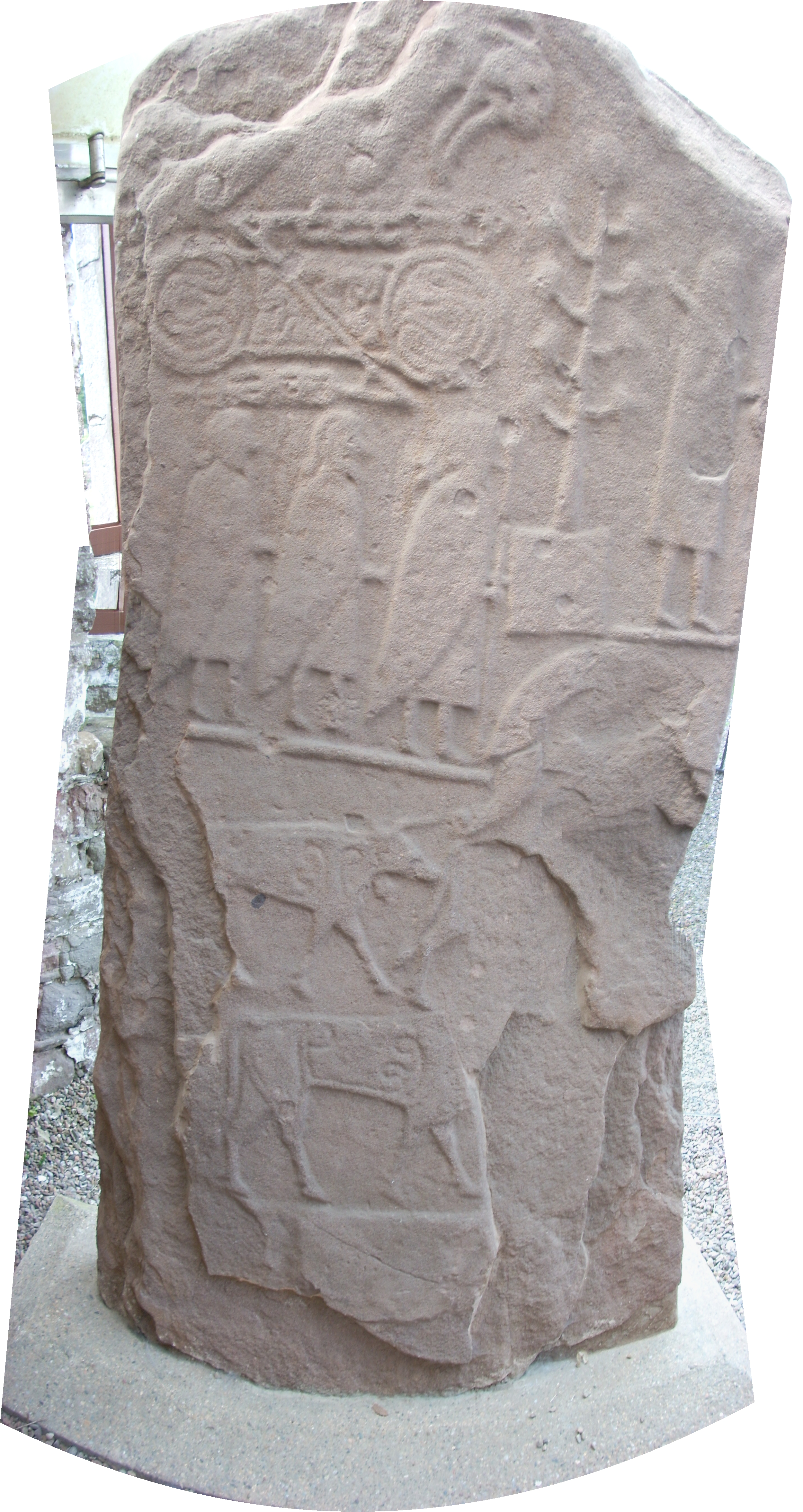
Eassie Stone; Класс II
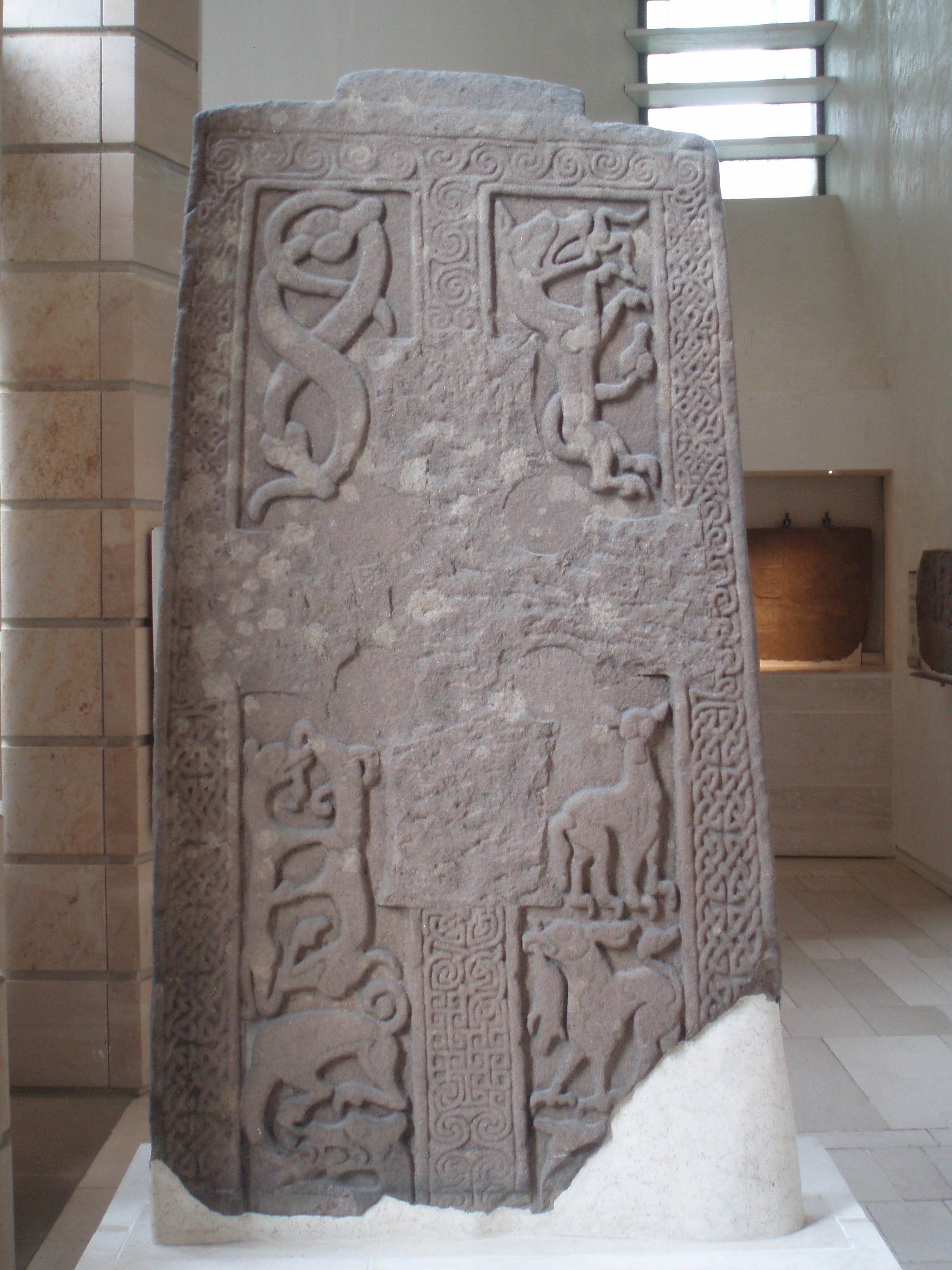
Woodwrae Stone; Класс II
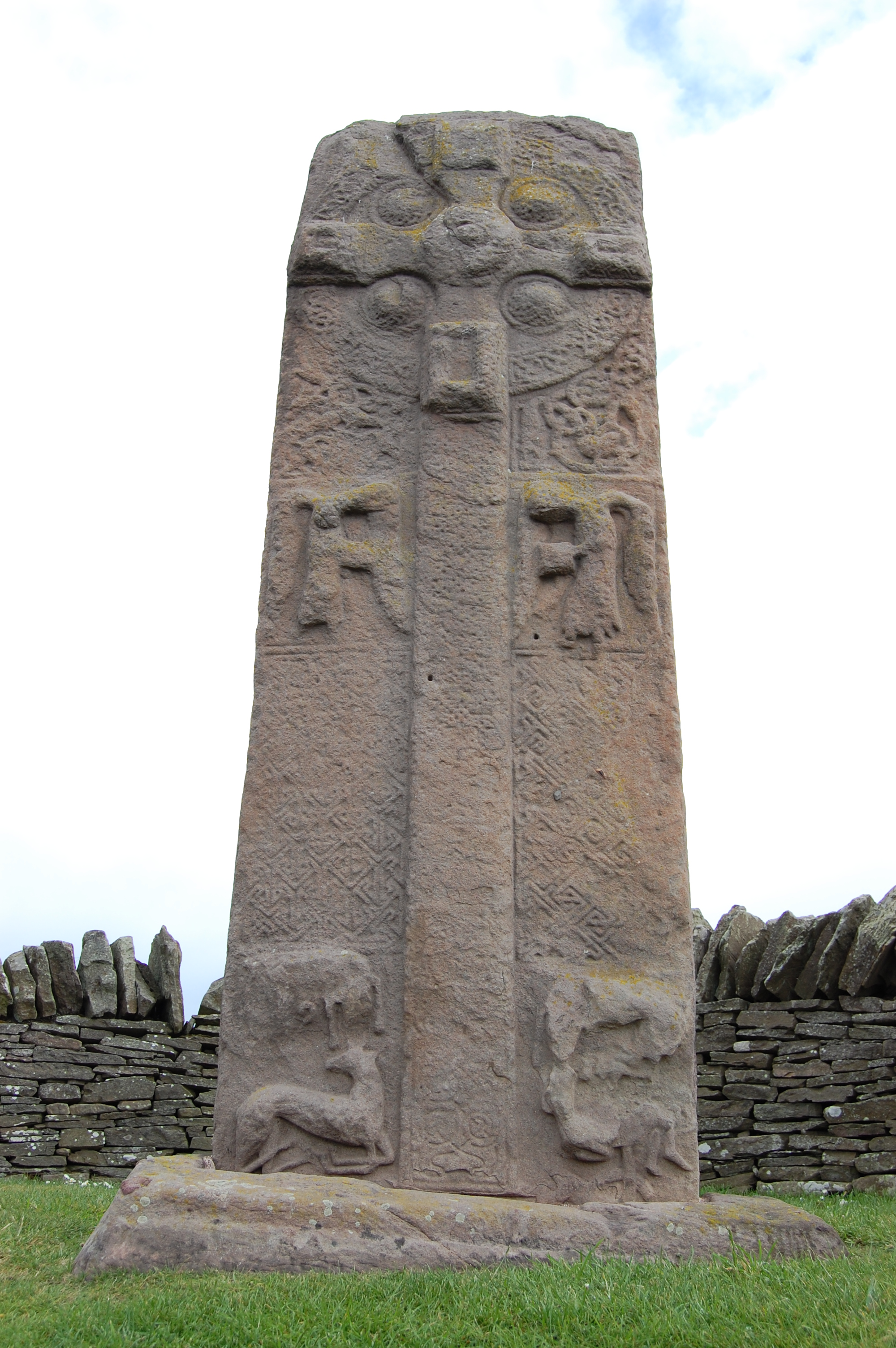
Камень из Аберлемно (3), вид спереди; Класс II
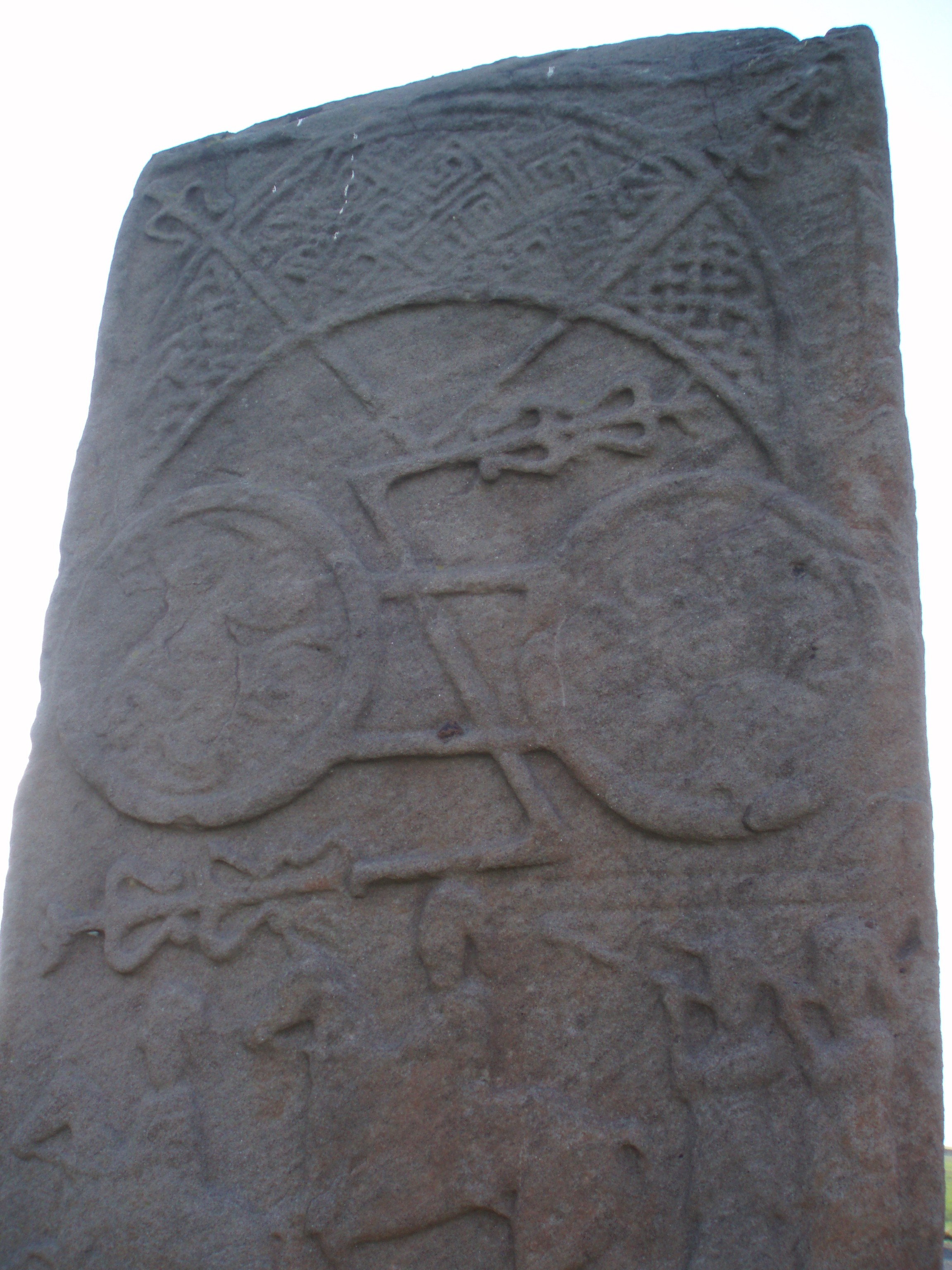
Камень из Аберлемно (3), вид сзади; Класс II
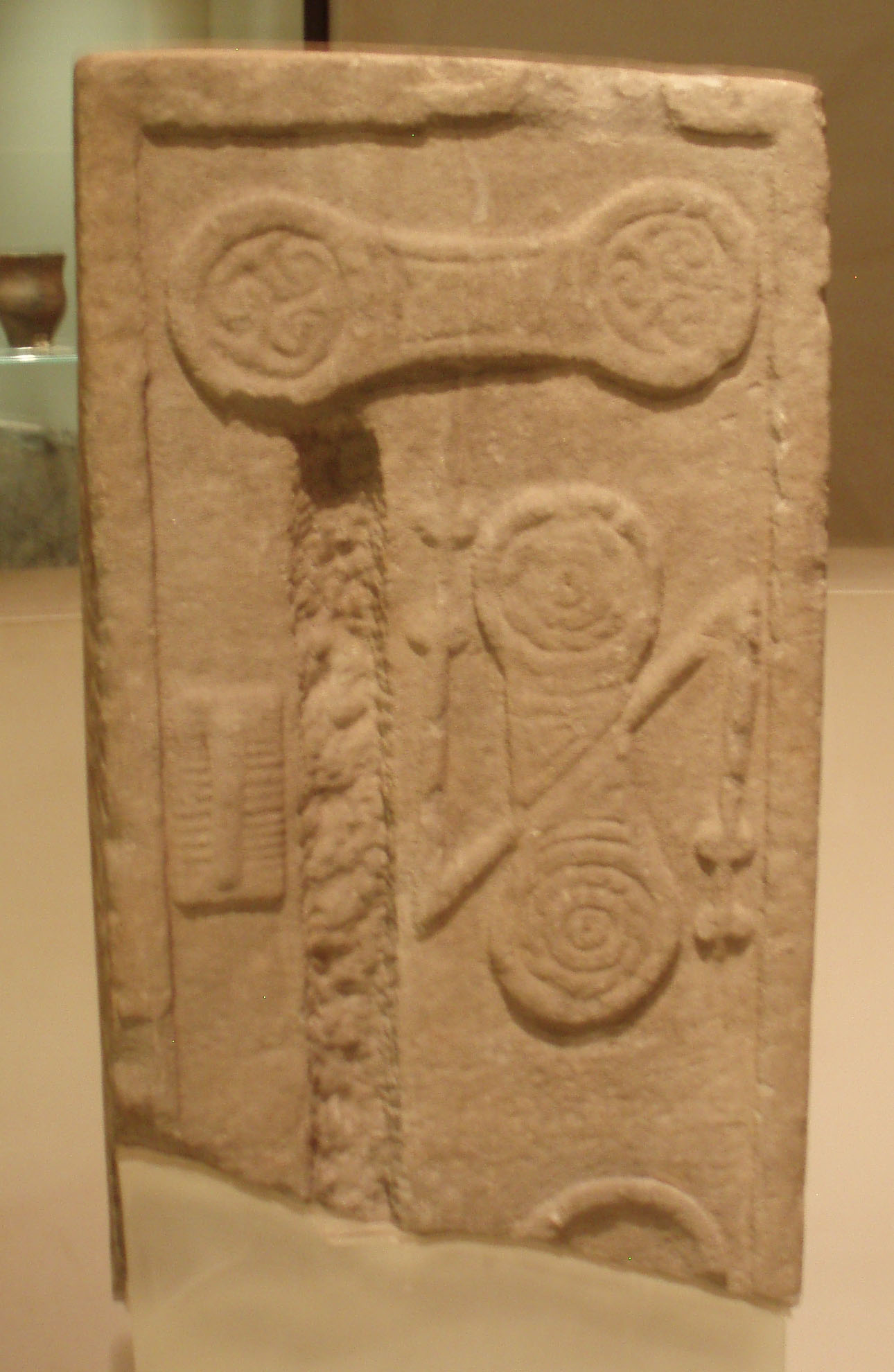
Monifieth Sculptured Stone (1); Класс II
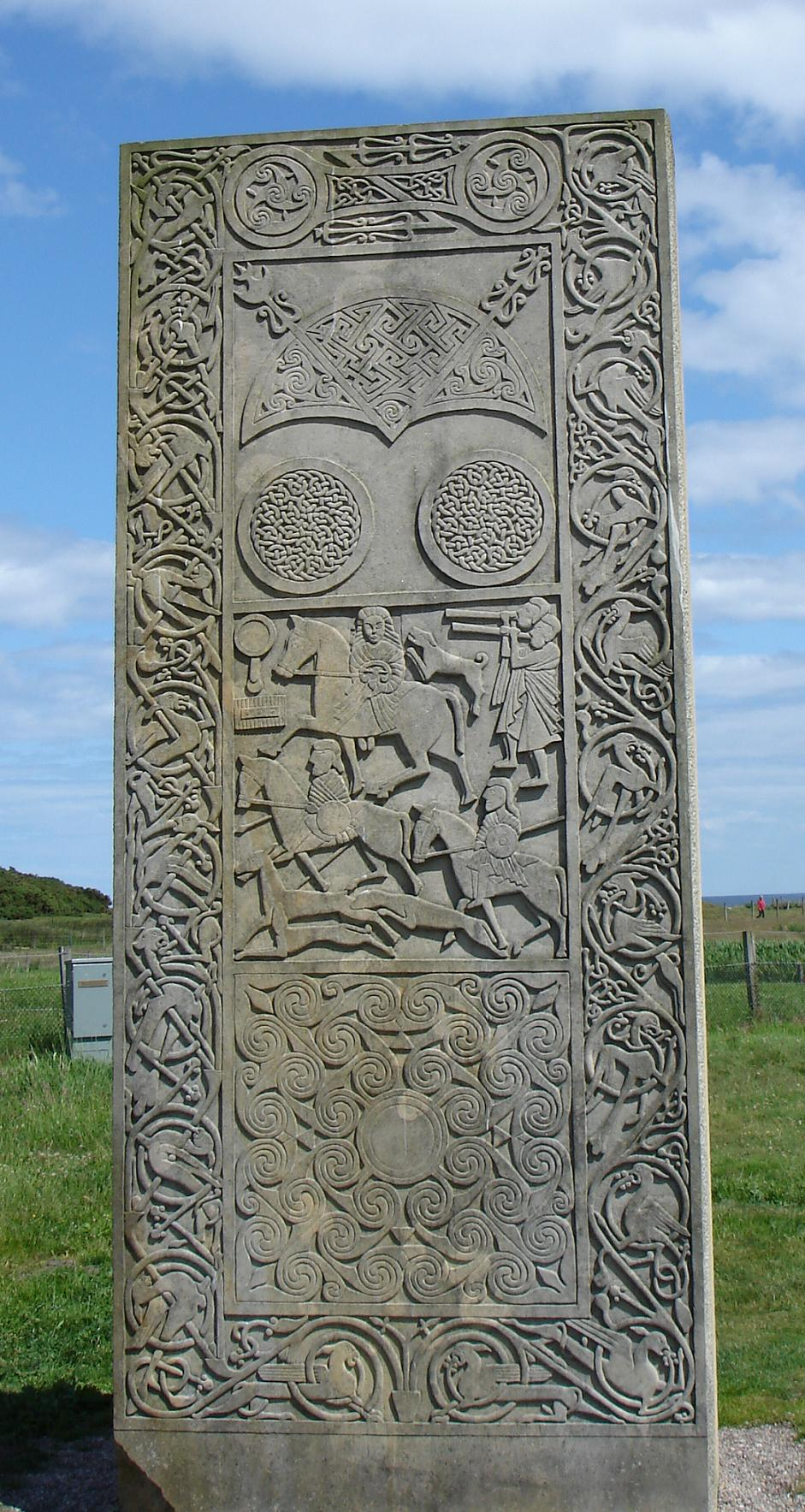
Hilton of Cadboll Stone (копия); Класс II
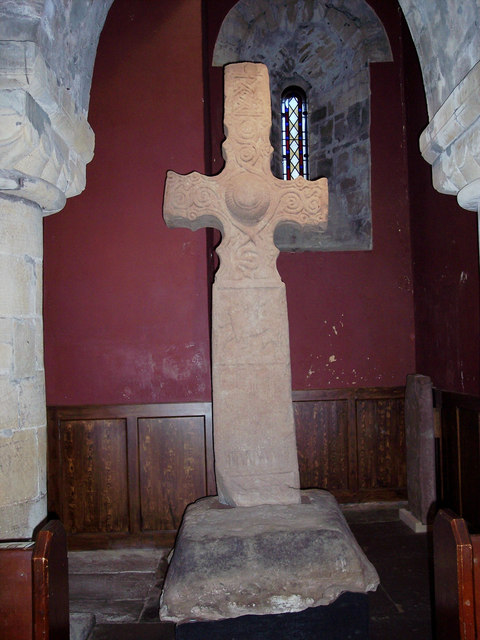
Dupplin Cross; Класс III
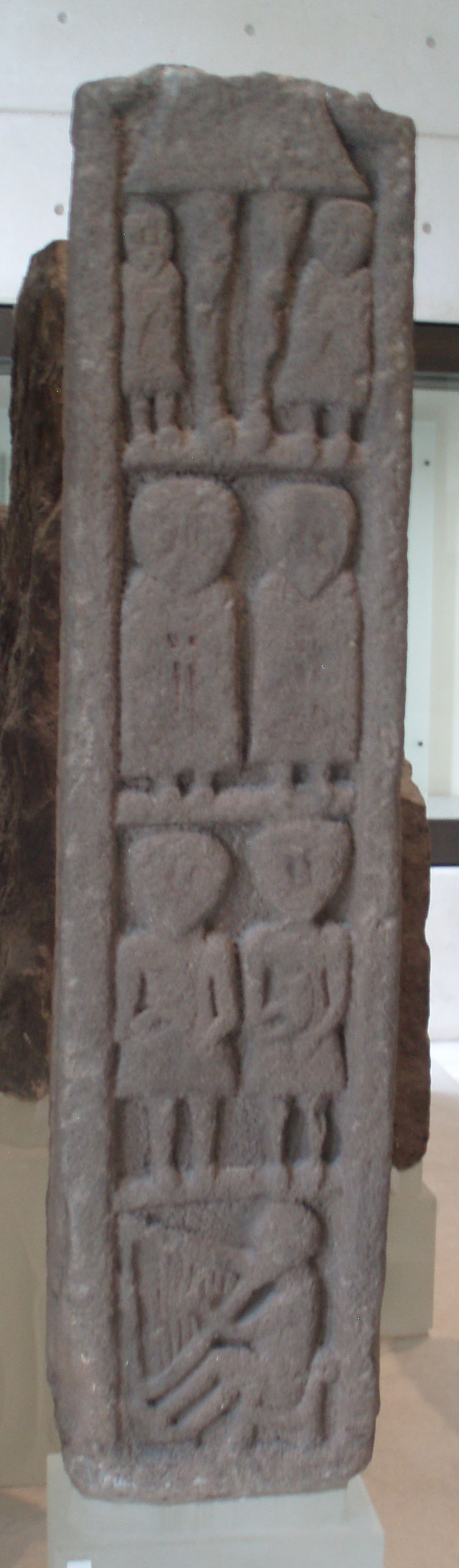
Monifieth Sculptured Stone (4); Класс III
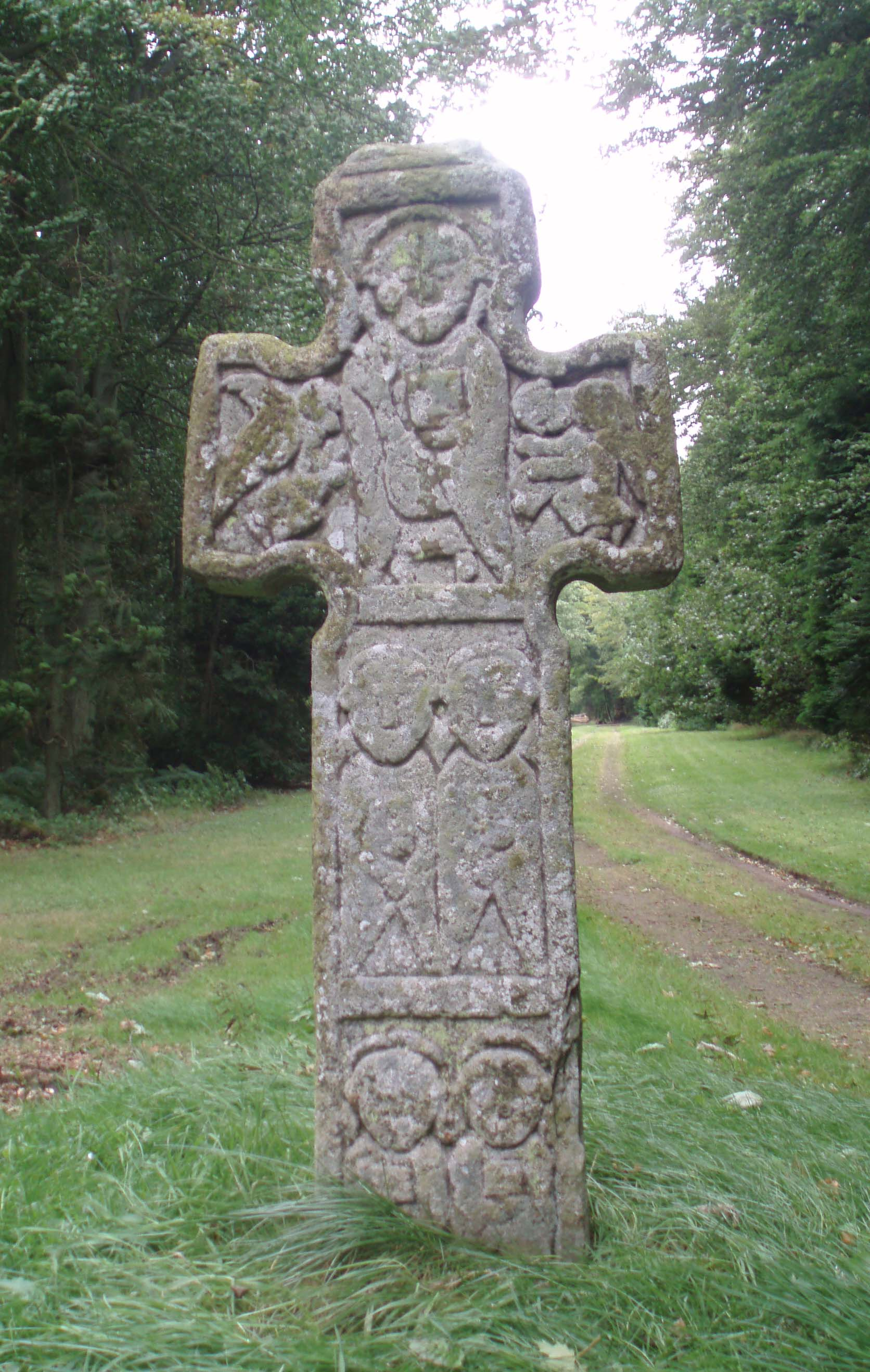
Camus Cross; Класс III